# Accordo di Ankara (1963)
L'accordo che crea un'Associazione tra la Repubblica di Turchia e la Comunità Economica Europea (comunemente noto come Accordo di Ankara, in turco Ankara Anlaşması), è un trattato, firmato nel 1963, che stabilisce il quadro per la cooperazione tra la Turchia e l'Unione europea (UE).

## Sfondo
La Turchia ha chiesto per la prima volta di diventare membro associato della Comunità economica europea (CEE) nel luglio 1959, dopo la sua istituzione nel 1958. La CEE ha risposto proponendo l'istituzione di un'associazione come misura provvisoria che conduce alla piena adesione. Ciò ha portato a negoziati che hanno condotto all'accordo di Ankara il 12 settembre 1963.

## Accordo
L'accordo di Ankara è stato firmato il 12 settembre 1963 ad Ankara. L'accordo ha avviato un processo in tre fasi verso la creazione di un'unione doganale per garantire la piena adesione della Turchia alla CEE. Al momento della creazione, l'unione doganale avrebbe avviato l'integrazione della politica economica e commerciale, ritenuta dalla CEE
Un consiglio di associazione, istituito dall'accordo, ne controlla lo sviluppo e conferisce allo stesso un effetto dettagliato mediante le decisioni.
Nel 1970 la Turchia e la CEE hanno concordato un protocollo aggiuntivo all'accordo.
Una parte dell'accordo doveva essere relativa all'assistenza finanziaria della CEE alla Turchia, compresi prestiti per un valore di 175 milioni di ECU nel periodo 1963-1970. I risultati sono stati misti; le concessioni commerciali della CEE alla Turchia sotto forma di contingenti tariffari si sono rivelate meno efficaci di quanto sperato, ma la quota della CEE nelle importazioni turche è aumentata notevolmente durante il periodo.
L'Accordo mirava alla libera circolazione dei lavoratori, degli stabilimenti e dei servizi, compresa l'armonizzazione pressoché totale con le politiche della CEE relative al mercato interno. Tuttavia, escludeva la Turchia dalle posizioni politiche e in una certa misura, precludeva il ricorso alla Corte di giustizia europea per la risoluzione delle controversie.
Con l'Unione Europea che ha sostituito la Cee con l'entrata in vigore del Trattato di Lisbona, l'Accordo di Ankara regola oggi i rapporti tra la Turchia e l'UE.

### Diritti individuali
L'accordo, il suo protocollo aggiuntivo e le decisioni del consiglio di associazione fanno parte del diritto della CEE. La Corte di giustizia europea ha deciso che questi conferiscono diritti specifici ai cittadini e alle imprese turche i quali sono tenuti a essere rispettati per legge gli Stati membri della CEE.
Ai sensi dell'articolo 6, paragrafo 1, della decisione 1/80 del Consiglio di associazione, i cittadini turchi legalmente impiegati in uno Stato membro della CEE per un certo periodo ottengono il diritto di rimanere o di cambiare lavoro in tale Stato:
- un cittadino turco legalmente impiegato dallo stesso datore di lavoro per un anno ha diritto al permesso dello Stato membro di mantenere tale impiego;
- un cittadino turco legalmente impiegato per tre anni in una particolare area di lavoro ha il diritto al permesso dello Stato membro di assumere un impiego presso qualsiasi datore di lavoro in quell'area;
- un cittadino turco legalmente impiegato per quattro anni ha diritto al permesso dello Stato membro di assumere un impiego presso qualsiasi datore di lavoro.

Un cittadino turco che lavora legalmente come au pair o in qualità di studente può contare come lavoratore.